# Sarita (Texas)
Pour les articles homonymes, voir Sarita.
La census-designated place de Sarita est le siège du comté de Kenedy, dans l’État du Texas, aux États-Unis. Sa population s’élevait à 238 habitants lors du recensement des États-Unis de 2010. Sarita n’est pas incorporée. C’est la seule localité du comté.

## Source
- (en) Cet article est partiellement ou en totalité issu de l’article de Wikipédia en anglais intitulé « Sarita, Texas » (voir la liste des auteurs).